# Almudín

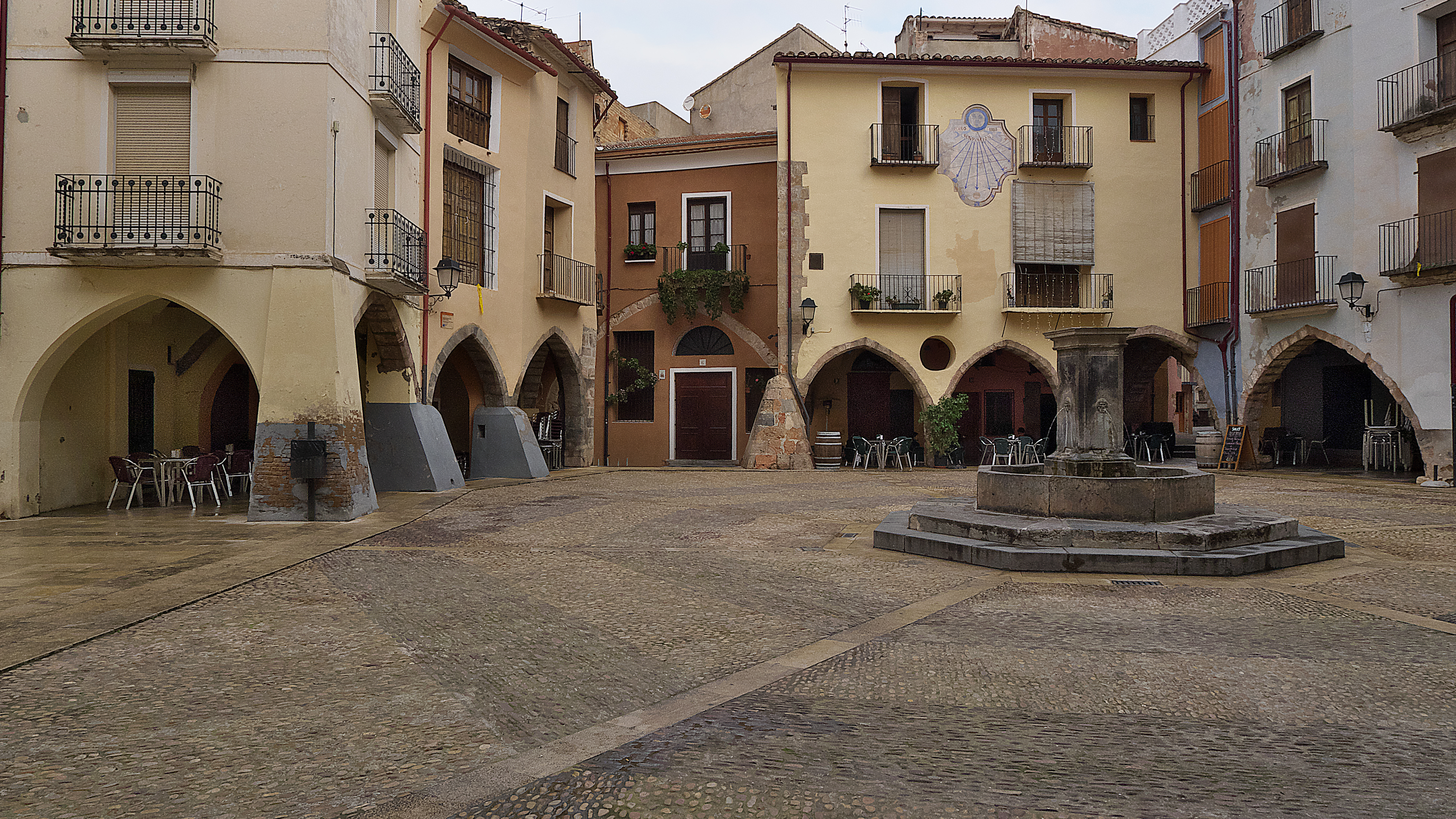
La plaza del Almudín (mercado) de Onda en el siglo XV

Almudín o almudí (del árabe, al-muddi) es una «casa pública destinada a la compra y venta de trigo, medida y peso para control del cereal en época de carestía.» Dado que se cobraba una tasa fiscal por cada transacción allí realizada, en ocasiones sirve para identificar el impuesto cobrado en razón de dicho intercambio. En ocasiones y lugares determinados, también llega a funcionar como almacén de grano, siendo en estos casos el vocablo sinónimo de alhóndiga, otro arabismo del español.
En la Comunidad Valenciana, recibe el nombre de almudín una alhóndiga o establecimiento en donde se almacenaba el trigo de la ciudad y en donde depositaban los cereales los particulares. 

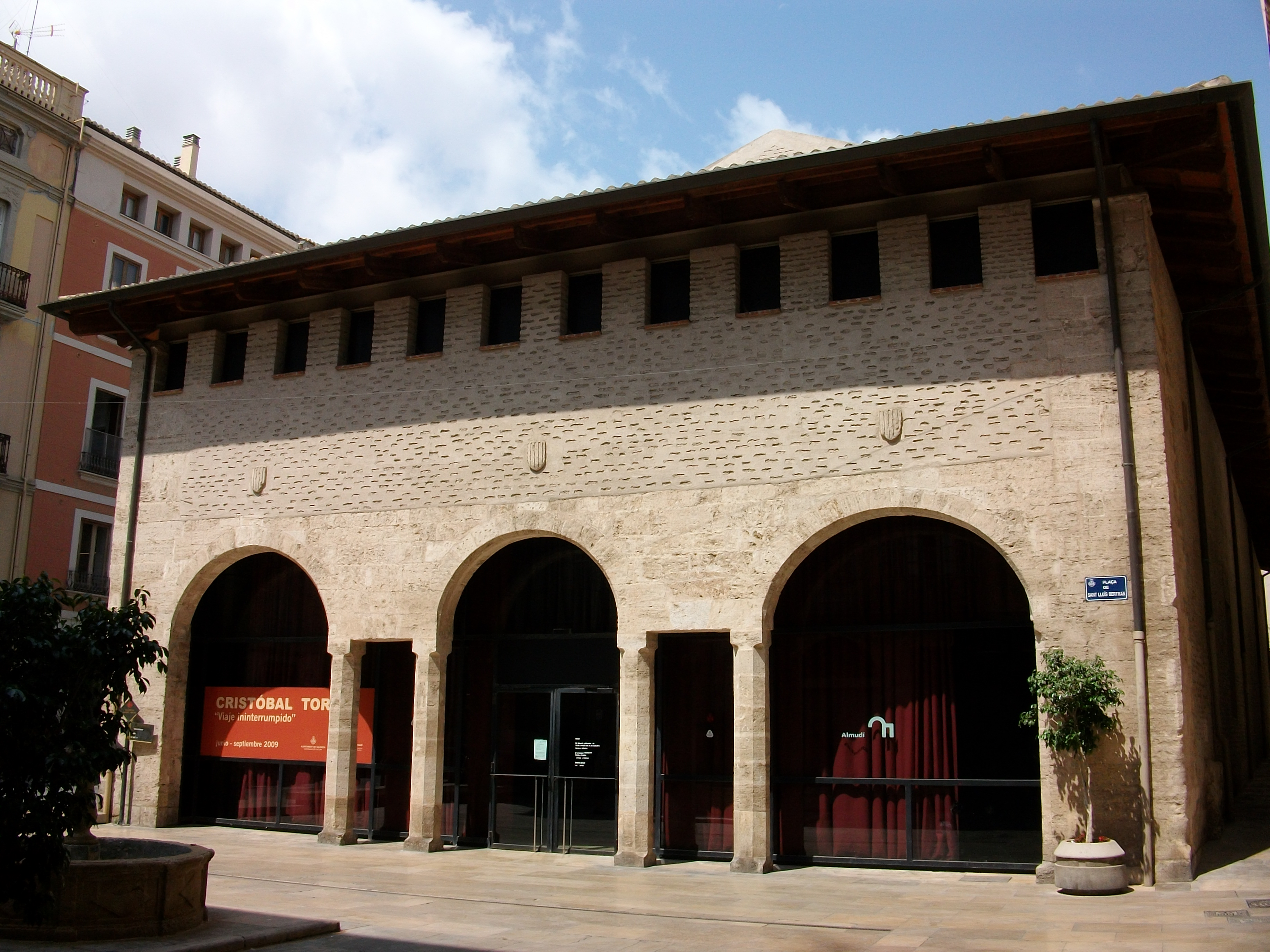
Almudín de Valencia, antiguo almacén de trigo y actualmente sala de exposiciones.

## Etimología
Según el Diccionario de la lengua española, almudí procede del árabe hispano almudí, y este del árabe clásico mudy, y este del latín modius 'modio'.
Para la Gran enciclopedia de Navarra, que sigue a Yanguas y Miranda, en su Diccionario de Antigüedades, el término procede del árabe al-muddi, y hace referencia al almud utilizado para la medida de los áridos, es decir, de «granos, legumbres y otros frutos secos».

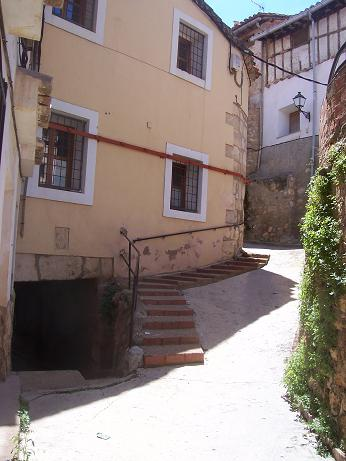
Cambra vieja del trigo (almudín) en Ademuz

## Historia
El almudín se utilizaba a su vez para realizar en él las transacciones comerciales y era el Consell y los jurados quienes establecían la ordenanzas sobre el local, contando con plantilla de empleados y administración para su funcionamiento.
Según el DRAE es un establecimiento público destinado a la compra y venta del trigo, aunque en algunos pueblos servía como depósito para la compra y venta de otros granos, comestibles o mercaderías. La costumbre era que devengaban impuestos o arbitrios una vez fueran vendidos.

## Aragón
En la Corona de Aragón y su área de influencia (como Murcia o Navarra) es frecuente, aún actualmente, encontrar referencias a los distintos lugares donde existía un almudí: Ademuz, Alcañiz, Alcira, Daroca, Játiva, Murcia, Onda, Teruel, Tudela, Valencia o Zaragoza, son algunos ejemplos de ello.
En el Bajo Aragón se utiliza también esa palabra (en Alcañiz concretamente hay una plaza llamada coloquialmente "Los Almudines"). Por lo que su uso se extendió a esta comunidad.

## Cataluña
Enric Vicedo-Rius en su obra el «Mercado y precios. El almudí de Lérida, (1700-1833)» estudiaba «el origen del almudí de Lérida, su funcionamiento y su papel en los mercados de Lérida, Cataluña occidental y Aragón oriental» gracias a las publicaciones normativas elaboradas en 1761 «coincidiendo con la construcción de un nuevo edificio para el almudí, sede de la institución desde 1769 hasta su desaparición en 1883» a pesar de que no se ha conservado documentación de la misma. Sin embargo, el responsable de la institución, «el almudero tenía la obligación, tras cada mercado, de comunicar los precios a que se vendían los cereales al ayuntamiento de Lérida, información que se conserva desde el último tercio del siglo XVII.»
Es decir, la institución del almudí «establecía los precios que servían de referencia a los agentes económicos que compraban y vendían en el mercado de Lérida» donde las transacciones allí realizadas «eran más amplias que las que se realizaban estrictamente en el almudí».

## Navarra
En el caso concreto de Navarra se aplicaba a la «casa del rey en Tudela, donde se efectuaban las ventas de trigo y otros cereales con arreglo a los pesos y medidas públicas.» El almudí viejo se situaba a finales del siglo XIV (1389) junto a la puerta de la morería. Aunque existían en el resto de localidades del reino otros edificios reales con las mismas funciones, llamados chapiteles, solamente se llamaba almudí al de Tudela.
Pero a este elemento material se asocia otro de naturaleza fiscal con igual nombre: «El fisco percibía unos derechos sobre esas transacciones. La tasa era al parecer un almud por cada carga de seis robos o bien su equivalente en dinero.» Aunque la gestión directa de su percepción corría a cargo de la corona, el encargado de su cobro era nombrado por el recibidor de la merindad de Tudela, como ocurrió en 1438 con Jacob Baço, un judío que lo arrendó durante cuatro años por un importe de 200 libras navarras anuales.
En 1477 la princesa de Viana, Leonor, que hizo ordenanzas para el gobierno del almudí, donó el edificio a Pierres de Peralta pasando a manos de los condes de Montijo hasta 1820. En esa fecha pasó a ser propiedad municipal de Tudela. De hecho, la actual casa consistorial se levanta desde 1490 sobre las "Casas del Almudí" que pertenecían en esa fecha a Mosén Pierres de Peralta conservando algunos de los elementos primitivos.